# Pierre Blanchar
Pierre Blanchar (Skikda, 30 juni 1892 - Suresnes, 21 november 1963) was een Frans acteur en filmregisseur.

## Leven en werk

### Jeugd en opleiding
Toen de Eerste Wereldoorlog uitbrak werd Blanchar gemobiliseerd. In 1916 werd hij in Verdun het slachtoffer van een aanval met mosterdgas. Hij bleef een tijdje blind maar genas. In 1918 liep hij opnieuw verwondingen op. Geleidelijk kwam hij er weer bovenop. Blanchar, die van een loopbaan op zee droomde, moest een ander middel vinden om te ontsnappen aan het alledaagse. Hij besloot acteur te worden. Via Marseille zakte hij af naar Parijs  en begon er een toneelopleiding te volgen aan het Conservatoire. Nadat hij een tweede prijs behaalde sloot hij zich vrijwel onmiddellijk aan bij een theatergezelschap.

### Jaren twintig: toneel- en filmacteur

#### Toneel
Tussen 1920 en 1927 acteerde hij in 13 toneelstukken. Samen met Harry Baur en Orane Demazis bracht hij voor het eerst Marcel Pagnols Jazz op de planken, een groot succes. 

#### Stomme film
Blanchar verleende zijn medewerking aan een dozijn stomme films. Hij belichaamde Frédéric Chopin in La Valse de l'adieu (1928), een romantische biopic over diens leven. Hij vertolkte ook de titelrol in de mantel-en-degenfilm Le Capitaine Fracasse (1929), naar de gelijknamige roman van Théophile Gautier.

### Drukke filmcarrière 1932-1944
Gedurende zijn hele carrière was Blanchar te zien in talrijke literatuurverfilmingen, van toneelstukken en vooral van romans. Dit was vooral het geval in zijn topperiode. 

#### Typische rollen
Hij acteerde bijna uitsluitend in dramatische films waarin hij als jeune premier niet zozeer het verleiderstype uitbeeldde maar veeleer de romantische getormenteerde man die gebukt gaat onder het lot of onder de maatschappij, niet de mooie oppervlakkige naïeve en niet al te slimme jongen zonder ervaring maar de ongeruste complexe man die angst voor het leven kent en daardoor wat somber, zwijgzaam en melancholisch overkomt, wat mysterieus ogend dankzij zijn ondoordringbare klare en vaste blik.

#### Literaire (en andere) drama's
Zo toonde de op de gelijknamige roman van Roland Dorgelès geënte film Les Croix de bois (1932) indringend de verschrikkingen van de eindeloze loopgravenoorlog. In deze pacifistische oorlogsfilm, zijn eerste spreekfilm, evolueerde Blanchar, ondersteund door zijn eigen wedervaren, van idealistische patriot die naar het oorlogsfront trekt tot gedesillusioneerde soldaat. In de avontuurlijke fantasyfilm L'Atlantide (1932), een adaptatie van de succesrijke gelijknamige roman van Pierre Benoit, was hij een van de twee Franse officieren op zoek naar het mythische Atlantis. Nog in 1932 ging hij aan de haal met de vrouw van Jean Gabin in La Belle marinière, een drama gebaseerd op het gelijknamige toneelstuk van Marcel Achard.
Pierre Chenal voerde hem in het drama Crime et Châtiment (1935), naar Dostojevski's  Misdaad en straf, op als de mislukte maar zich superieur wanende student Raskolnikov die een roofmoord pleegt. Chenal deed nogmaals een beroep op Blanchar voor L'Homme de nulle part (1937), de verfilming van een roman van Luigi Pirandello. In dit drama speelde Blanchar een ongelukkig gehuwde man die op een dag verdwijnt en van identiteit verandert. Nog in 1937 speelde hij een roekeloze Russische officier in het drama La Dame de pique, naar het gelijknamige kortverhaal van Aleksandr Poesjkin.
Blanchar werd door gereputeerde regisseurs zoals Julien Duvivier en Jean Grémillon ook gecast in films met een origineel scenario. Zo was hij in het drama Un carnet de bal (1937) een van de mannen, een ondertussen verlopen dokter die illegale abortussen uitvoert, naar wie een jonge weduwe na een ongelukkig huwelijk op zoek gaat in de hoop de man terug te vinden voor wie ze ooit meer voelde. In het drama L'Étrange Monsieur Victor (1939) speelde hij een onschuldige kleine schoenmaker die opdraait voor de moord gepleegd door de eerbare burger én misdadiger 'monsieur Victor' (Raimu).

### Tweede Wereldoorlog
Het drama L'Empreinte du dieu (1940, naar de gelijknamige in 1936 met de Prix Goncourt bekroonde roman van Maxence Van der Meersch) en het historisch drama Pontcarral, colonel d'empire (1942) werden tijdens de oorlog uitgebracht en behoorden tot de commerciële top van 1943. De dramatiek van beide films werd gedragen door het filmkoppel Blanchar-Annie Decaux.
In 1943 sloot Blanchar zich aan bij de verzetsgroep van de politiek geëngageerde cineast Jean-Paul Le Chanois. Zijn eerste wapenfeit na de oorlog was dan ook de documentaire La Libération de Paris (1944) inspreken.
Ondertussen werd hij nog gecast in enkele films en vond hij de tijd om zelf te regisseren.

### Filmregisseur
Blanchars voorkeur voor literatuur kwam ook tot uiting in zijn twee zelf geregisseerde films: de tragikomedie Secrets (1943) was de verfilming van een toneelstuk van Toergenjev en het drama Un seul amour (1943) van 2 novellen van Balzac. Blanchar nam telkens de mannelijke hoofdrol voor zijn rekening.

### Naoorlogse filmcarrière: nog enkele rijpere rollen
Blanchar ruilde zijn imago van jeune premier in voor rijpere rollen. Zo vertolkte hij in het drama La Symphonie pastorale (1946) de getrouwde dominee van middelbare leeftijd die verliefd wordt op de jonge blinde vrouw die hij in zijn familie opgenomen heeft. Deze verfilming van André Gides gelijknamige roman werd meerdere keren bekroond, lokte enorm veel volk en was de op een na meest succesvolle Franse film in Frankrijk in 1946. In het historisch drama Patrie (1946) leidde hij als graaf het Vlaams verzet tegen de hertog van Alva.
In de zich aan de vooravond van Operatie Overlord afspelende Tweede Wereldoorlogsfilm Le Bataillon du ciel (1947) kroop hij in de huid van Pierre Marienne, een gesneuvelde Franse parachutisten kapitein. Deze verfilming van Joseph Kessels gelijknamige roman was de succesvolste film van het jaar in Frankrijk. Het drama Après l'amour (1948) toonde Blanchar in de rol van een door zijn vrouw bedrogen professor die de ware liefde ontdekt bij een veel jongere studente. Voor de biopic Docteur Laennec (1949) gaf hij gestalte aan de Franse arts en uitvinder René Laennec. 

### Terugkeer naar het toneel
Vanaf het einde van de jaren veertig begon Blanchars ster te verbleken. Zijn plechtige, soms te ernstige en soms zwaarmoedige manier van acteren vol pathos sloeg minder aan bij het evoluerende filmpubliek. Hij stopte zijn filmactiviteiten en keerde de volgende tien jaar terug naar de bühne waar hij speelde in stukken van of naar Shakespeare, Montherlant, Vercors en Camus.  

### Laatste films
Aan het einde van de jaren vijftig, na een afwezigheid van 10 jaar, verscheen Blanchar weer op het grote scherm. Hij gaf gestalte aan een Russische generaal in het historisch drama Katia (1959, naar een roman van Marthe Bibesco) dat behoorlijk scoorde aan de Franse kassa, en aan een excentrieke Franse markies in de misdaadkomedie Le Monocle noir (1961).

### Privéleven
Blanchar huwde met de actrice Marthe Vinot die hem twee dochters schonk: de zangeres Pierrette en de toneelactrice Dominique (1927-2018).
Hij overleed in 1963 op 71-jarige leeftijd aan de gevolgen van een hersentumor.

## Filmografie (ruime selectie)
- 1924 - L'Arriviste (André Hugon)
- 1925 - La Terre promise (Henry Roussel)
- 1927 - Le Joueur d'échecs (Raymond Bernard)
- 1928 - La Valse de l'adieu (Henry Roussel)
- 1928 - La Marche nuptiale (André Hugon)
- 1929 - Le Capitaine Fracasse (Alberto Cavalcanti)
- 1932 - Les Croix de bois (Raymond Bernard)
- 1932 - La Belle marinière (Harry Lachman)
- 1932 - L'Atlantide (Georg Wilhelm Pabst)
- 1932 - Mélo (Paul Czinner)
- 1933 - Zéro de conduite: Jeunes diables au collège (Jean Vigo)
- 1933 - Cette vieille canaille (Anatole Litvak)
- 1935 - Amants et Voleurs (Raymond Bernard)
- 1935 - Crime et Châtiment (Pierre Chenal)
- 1936 - Les Bateliers de la Volga (Vladimir Strizhevsky)
- 1937 - Une femme sans importance (Jean Choux)
- 1937 - Le Coupable (Raymond Bernard)
- 1937 - Mademoiselle Docteur (Georg Wilhelm Pabst)
- 1937 - Un carnet de bal (Julien Duvivier)
- 1937 - La Dame de pique (Fyodor Otsep)
- 1937 - L'Affaire du courrier de Lyon (Claude Autant-Lara en Maurice Lehmann)
- 1937 - L'Homme de nulle part (Pierre Chenal)
- 1938 - Le Joueur (Gerhard Lamprecht en Louis Daquin)
- 1938 - L'Étrange Monsieur Victor (Jean Grémillon)
- 1938 - A Royal Divorce (Jack Raymond)
- 1939 - Nuit de décembre (Kurt Bernhardt)
- 1940 - L'Empreinte du dieu (Léonide Moguy)
- 1942 - La Neige sur les pas (André Berthomieu)
- 1942 - Pontcarral, colonel d'empire (Jean Delannoy)
- 1943 - Secrets (Pierre Blanchar)
- 1943 - Un seul amour (Pierre Blanchar)
- 1944 - Le Bossu (Jean Delannoy)
- 1946 - La Symphonie pastorale (Jean Delannoy)
- 1946 - Patrie (Louis Daquin)
- 1947 - Le Bataillon du ciel (Alexander Esway)
- 1948 - Après l'amour (Maurice Tourneur)
- 1949 - Docteur Laennec (Maurice Cloche)
- 1959 - Du rififi chez les femmes (Alex Joffé)
- 1959 - Katia (Robert Siodmak)
- 1961 - Le Monocle noir (Georges Lautner)

## Prijs
- 1935 - Crime et Châtiment : Coppa Volpi voor beste acteur op het Filmfestival van Venetië